# لورينزو زيبيدا
لورينزو زيبيدا (بالإسبانية: Lorenzo Zepeda)‏ (و. – م) هو سياسي من السلفادور، تولى منصب رئيس السلفادور.